# Арнольдас Босас
А́рнольдас Бо́сас (лит. Arnoldas Bosas; народився 28 серпня 1990, Електренай, Литва) — литовський хокеїст, нападник. Наразі виступає за ХК «Бенешов».

## Спортивна кар'єра
У складі національної збірної Литви учасник кваліфікаційних турнірів до зимових Олімпійських ігор 2010, учасник молодіжних збірних країни (U18 та U20) на юніорських чемпіонатах світу, та почав виступати за головну команду країни з 2008 року, на чемпіонатах світу — 2008 (дивізіон I), 2009 (дивізіон I) і 2010 (дивізіон I).
Виступав за «Енергія» (Електренай), «Спарта» (Прага), «Бенешов».